# Реферативный журнал
Реферативный журнал — периодическое издание, в котором публикуются аннотации опубликованных научных работ в определённой научной области. Реферативные журналы помогают учёным быть в курсе публикуемой литературы, в том числе на иностранных языках, и проводить библиографический поиск. Во второй половине XIX — первой половине XX века стабильно сохранялось соотношение: приблизительно на каждые 300 научных журналов приходился один реферативный журнал. С распространением интернета реферативные журналы в основном уступили место библиографическим базам данных.